# Hyperolius kihangensis
Hyperolius kihangensis es una especie de anfibio de la familia Hyperoliidae.
Es endémica de Tanzania.
Su hábitat natural incluye montanos secos y pantanos.
Está amenazada de extinción por la pérdida de su hábitat natural.